# Antianejra
Antianejra, Antianara – w mitologii greckiej królowa Amazonek (następczyni Pentezylei).
Ze związku z Hermesem miała syna Echiona, przyszłego Argonautę.